# Vittorio Gassman
Vittorio Gassman (n. 1 septembrie 1922 – d. 29 iunie 2000) a fost un actor italian de film.

## Biografie
A jucat în numeroase producții italiene și americane, coproducții etc, nu o singură dată sub bagheta unor nume recunoscute din cinematografia mondială: Robert Altman, Ettore Scola, Philippe de Broca, Dino Risi, Richard Fleischer.

## Filmografie

### Ca actor

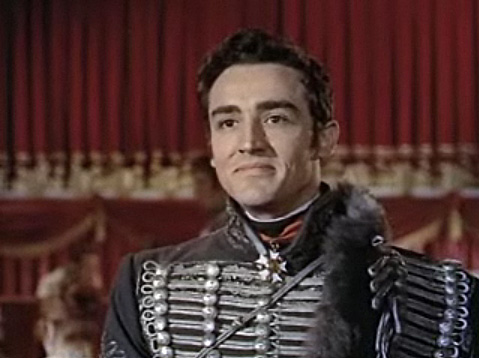
Vitorio Gassman în Război și pace (1956)

#### Cinema
- 1945 Incontro con Laura, regia Carlo Alberto Felice
- 1946 Preludio d'amore, regia Giovanni Paolucci
- 1947 Daniele Cortis, regia Mario Soldati
- 1947 Le avventure di Pinocchio, regia Giannetto Guardone
- 1947 La figlia del capitano, regia Mario Camerini
- 1948 L'ebreo errante, regia Goffredo Alessandrini
- 1948 Il cavaliere misterioso, regia Riccardo Freda
- 1949 Lo sparviero del Nilo, regia Giacomo Gentilomo
- 1949 I fuorilegge, regia Aldo Vergano
- 1949 Il lupo della Sila, regia Duilio Coletti
- 1949 Ho sognato il paradiso, regia Giorgio Pàstina
- 1949 Orez amar (Riso amaro), regia Giuseppe De Santis
- 1949 Una voce nel tuo cuore, regia Alberto D'Aversa

- 1950 Il leone di Amalfi, regia Pietro Francisci
- 1951 Il tradimento, regia Riccardo Freda
- 1951 La corona nera, regia Luis Saslavsky
- 1951 Anna, regia Alberto Lattuada
- 1952 Il sogno di Zorro, regia Mario Soldati
- 1952 La tratta delle bianche, regia Luigi Comencini
- 1953 Sombrero, regia Norman Foster
- 1953 Il muro di vetro, regia Maxwell Shane
- 1953 L'urlo dell'inseguito, regia Joseph H. Lewis
- 1954 Rapsodia, regia Charles Vidor
- 1954 Mambo, regia Robert Rossen
- 1956 Kean - Genio e sregolatezza, regia Vittorio Gassman și Francesco Rosi
- 1956 Cea mai frumoasă femeie din lume (La donna più bella del mondo), regia Robert Z. Leonard
- 1956 Giovanni dalle Bande Nere, regia Sergio Grieco
- 1956 Război și pace (Guerra e pace), regia King Vidor
- 1957 Difendo il mio amore, regia Giulio Macchi
- 1958 Veșnicii necunoscuți [12] (I soliti ignoti), regia Mario Monicelli
- 1958 La ragazza del Palio, regia Luigi Zampa
- 1958 La tempesta, regia Alberto Lattuada
- 1959 Le sorprese dell'amore, regia Luigi Comencini
- 1959 La cambiale, regia Camillo Mastrocinque
- 1959 Marele război (La grande guerra), regia Mario Monicelli
- 1959 Vento di tempesta, regia Irving Rapper

- 1960 Il mattatore, regia Dino Risi
- 1960 Audace colpo dei soliti ignoti, regia Nanni Loy
- 1961 Fantasmi a Roma, regia Antonio Pietrangeli
- 1961 Crima (Crimen), regia Mario Camerini
- 1961 Il giudizio universale, regia Vittorio De Sica
- 1961 Barabba, regia Richard Fleischer
- 1962 Depășirea (Il Sorpasso), regia Dino Risi
- 1962 I briganti italiani, regia Mario Camerini
- 1962 Anima nera, regia Roberto Rossellini
- 1962 Marșul asupra Romei (La Marcia su Roma), regia Dino Risi
- 1963 Frenesia dell'estate, regia Luigi Zampa
- 1963 Il successo, regia Mauro Morassi
- 1963 La smania addosso, regia Marcello Andrei
- 1963 L'avaro, episodio di L'amore difficile, regia Luciano Lucignani
- 1963 Monștrii (I mostri), regia Dino Risi
- 1964 Se permettete parliamo di donne, regia Ettore Scola
- 1965 Slalom, regia Luciano Salce
- 1965 Il gaucho, regia Dino Risi
- 1965 La guerra segreta, regia Christian-Jaque, Werner Klingler, Carlo Lizzani și Terence Young
- 1965 La congiuntura, regia Ettore Scola
- 1965 O cunoșteam bine (Io la conoscevo bene), regia Antonio Pietrangeli (el însuși, în clip)
- 1965 Una vergine per il principe, regia Pasquale Festa Campanile
- 1966 Le piacevoli notti, regia Armando Crispino și Luciano Lucignani
- 1966 L'arcidiavolo, regia Ettore Scola
- 1966 L'armata Brancaleone, regia Mario Monicelli
- 1967 Lo scatenato, regia Franco Indovina
- 1967 Sette volte donna, regia Vittorio De Sica
- 1967 Tigrul - Il tigre, regia Dino Risi
- 1968 La pecora nera, regia Luciano Salce
- 1968 Questi fantasmi, regia Renato Castellani
- 1968 Il profeta, regia Dino Risi
- 1969 L'alibi, regia: Adolfo Celi, Vittorio Gassman și Luciano Lucignani
- 1969 Dove vai tutta nuda?, regia Pasquale Festa Campanile
- 1969 Una su 13, regia Nicolas Gessner
- 1969 L'arcangelo, regia Giorgio Capitani

- 1970 Brancaleone alle crociate, regia Mario Monicelli
- 1970 Il divorzio, regia Romolo Guerrieri
- 1970 Contestazione generale, regia Luigi Zampa
- 1971 Scipione detto anche l'Africano, regia Luigi Magni
- 1971 L'udienza, regia Marco Ferreri
- 1971 În numele poporului italian (In nome del popolo italiano), regia Dino Risi
- 1972 Senza famiglia, nullatenenti cercano affetto, regia Vittorio Gassman
- 1972 Che c'entriamo noi con la rivoluzione?, regia Sergio Corbucci
- 1973 La Tosca, regia Luigi Magni
- 1974 Parfum de femeie (Profumo di donna), regia Dino Risi
- 1974 Cât de mult ne-am iubit (C'eravamo tanto amati), regia Ettore Scola
- 1975 A mezzanotte va la ronda del piacere, regia Marcello Fondato
- 1976 Come una rosa al naso, regia Franco Rossi
- 1976 Telefoni bianchi, regia: Dino Risi
- 1976 Signore e signori, buonanotte, regia Luigi Comencini, Nanni Loy, Luigi Magni, Mario Monicelli și Ettore Scola
- 1976 Deșertul tătarilor (Il deserto dei tartari), regia Valerio Zurlini
- 1977 Anima persa, regia Dino Risi
- 1977 I nuovi mostri, regia Mario Monicelli, Ettore Scola și Dino Risi
- 1978 Un matrimonio, regia Robert Altman
- 1979 Quintet, regia Robert Altman
- 1979 Caro papà, regia Dino Risi
- 1979 Due pezzi di pane, regia Sergio Citti

- 1980 The Nude Bomb, regia Clive Donner
- 1980 La terrazza, regia Ettore Scola
- 1980 Sono fotogenico, regia Dino Risi
- 1981 Il turno, regia Tonino Cervi
- 1981 Camera d'albergo, regia Mario Monicelli
- 1981 Pelle di sbirro, regia Burt Reynolds
- 1982 La tempesta, regia Paul Mazursky
- 1982 Il conte Tacchia, regia Sergio Corbucci
- 1983 La vita è un romanzo, regia Alain Resnais
- 1983 Benvenuta, regia André Delvaux
- 1985 Il potere del male, regia Krzysztof Zanussi
- 1987 I soliti ignoti vent'anni dopo, regia Amanzio Todini
- 1987 La famiglia, regia Ettore Scola
- 1987 I picari, regia Mario Monicelli
- 1989 Mortacci, regia Sergio Citti
- 1989 Lo zio indegno, regia Franco Brusati

- 1990 Dimenticare Palermo, regia Francesco Rosi
- 1990 Tolgo il disturbo, regia Dino Risi
- 1990 Le mille e una notte, regia Philippe de Broca
- 1992 Quando eravamo repressi, regia Pino Quartullo
- 1992 Il lungo inverno, regia Jaime Camino
- 1992 I divertimenti della vita privata, regia Cristina Comencini
- 1994 Cento di questi anni, regia Corrado Farina
- 1995 Tutti gli anni una volta l'anno, regia Gianfrancesco Lazotti
- 1996 Sleepers, regia Barry Levinson
- 1998 La cena, regia Ettore Scola
- 1999 La bomba, regia Giulio Base

#### Televiziune
- 1994 Abramo, regia di Joseph Sargent - film TV
- 1997 Il deserto di fuoco, regia Enzo G. Castellari - film TV

### Regizor
- 1956 Kean - Genio e sregolatezza, cu Francesco Rosi
- 1969 L'alibi, cu Adolfo Celi și Luciano Lucignani
- 1972 Senza famiglia, nullatenenti cercano affetto
- 1982 Di padre in figlio (1982), cu Alessandro Gassmann